# Solveig Slettahjell

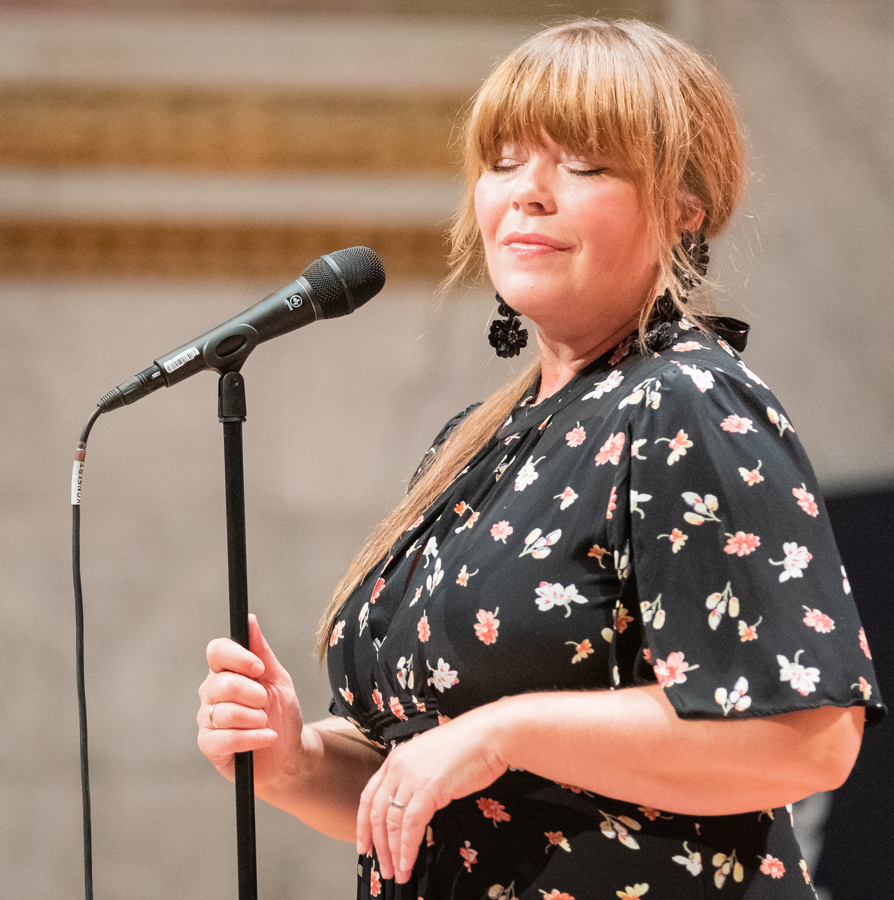
Solveig Slettahjell (Oslo Jazzfestival 2018). Bild: Tore Sætre

Solveig Slettahjell (* 2. April 1971 in Bærum) ist eine norwegische Jazzsängerin.

## Biografie
Solveig Slettahjell ist am 2. April 1971 in Bærum nahe Oslo geboren, verbrachte ihre Kindheit jedoch in Orkanger, einer Kleinstadt in der Nähe von Trondheim. Als Tochter eines Pastors kam sie in frühen Jahren mit Musik in Berührung und sang bereits im Alter von sieben Jahren in einem Chor. Eine weitere musikalische Grundausbildung erfuhr sie etwas später als Schülerin eines musisch ausgerichteten Gymnasiums in Trondheim, wo sie Klavier- und Gesangsunterricht erhielt. Im Alter von 13 begleitete sie verschiedene Jugend- und Gospelchöre am Klavier. Nach ihrem Schulabschluss begann Slettahjell schließlich ab 1992 ein Studium an der Norwegischen Musikhochschule im Fach Jazz. Zwischen 1993 und 2000 studierte sie dort bei der bekannten norwegischen Jazzsängerin Sidsel Endresen und schloss ihr Examen mit einer Arbeit über rhythmische Aspekte der Gesangsphrasierung ab. Während ihres Studiums lernte Solveig Slettahjell den Pianisten Håkon Hartberg kennen, mit dem sie im Duo auftrat. In dieser Experimentierphase streifte sie die verschiedensten Genres zwischen Country, Folk und Jazzstandards bis hin zu moderner Popmusik von Prince und Tom Waits. 1995 wurde sie Mitglied der Band Squid, mit der sie eigene Kompositionen im Bereich Soul und Funk spielte und 1998 eine erste CD-Aufnahme (Super) machte, bevor sich die Band 1999 auflöste. Schon parallel zu dem Bandprojekt schloss sich Solveig Slettahjell 1997 dem experimentellen norwegischen Vokal-Quartett Kvitretten mit den Sängerinnen Eldbjørg Raknes, Kristin Asbjørnsen und Tone Åse an. Mit Eigenkompositionen und zeitgenössischen Stücken norwegischer Jazzmusiker traten sie in Skandinavien und Deutschland bis 2002 in vielen Konzerten auf. In dieser Zeit entstanden auch die beiden Alben Everything turns (1999) sowie Kloden er en snurrebass som snurrer oss (2002) zusammen mit dem norwegischen Dichter Torgeir Rebbolledo Pedersen. Des Weiteren sang Solveig Slettahjell in den Vokalensembles Trondheim Voices und vonDrei. Von ihrer früheren Lehrerin Sidsel Endresen wurde sie für das Gesangsprojekt Living Rooms, das 2002 im Rahmen des norwegischen Jazzfestivals Nattjazz zur Aufführung kam, eingeladen. Im Dezember 2005 übernahm sie einen Gesangspart einer vierstimmigen Komposition Endresens für das Konzert Norwegian Voices in London.
Eine neue musikalische Phase begann 2000 mit der Gründung ihrer eigenen Band Slow Motion Quintet, welcher mit ihr der Bassist Mats Eilertsen, der Trompeter Sjur Miljeteig, der Schlagzeuger Per Oddvar Johansen sowie der Pianist und Arrangeur Morten Qvenild angehören. Mittels karg wirkender Arrangements und sehr langsamer Tempi verleihen sie bekannten Standards, insbesondere Balladen, eine ganz eigene Note. Durch das 2001 veröffentlichte Erstalbum, das sie zusammen mit ihrer Band und weiteren norwegischen Gastmusikern live im Osloer Jazzclub Blaa einspielte, wurde nun auch die internationale Szene auf die in Norwegen bereits bekannte Sängerin aufmerksam. Den Durchbruch in Deutschland feierten Solveig Slettahjell und ihre Mannen 2004 mit ihrem von der Kritik hochgelobten Auftritt bei der Jazz Baltica in Salzau und ihrer im gleichen Jahr veröffentlichten CD Silver. Das Quintett erhielt anschließend einen Vertrag beim Label ACT, das bei der Künstlerauswahl einen Schwerpunkt in der Sparte Vokaljazz setzt. Hier erschienen 2005 die CD Pixiedust sowie 2006 Good Rain und die neu aufgelegte zuvor bereits erfolgreiche CD Silver. Die drei zuletzt veröffentlichten Alben lassen zwei Tendenzen erkennen: Erstens wird das Klangbild moderner, da insbesondere der Pianist und Keyboarder Morten Qvenild sowie der Schlagzeuger Per Oddvar Johansen der Musik stets dezent, aber immer häufiger elektronische, teils geräuschhafte Klangfarben hinzufügen. Zweitens greifen die Bandmitglieder vermehrt auf Eigenkompositionen zurück. Während auf Silver noch amerikanische Klassiker und Coverversionen dominieren, werden auf Pixiedust zu den zeitgenössischen Kompositionen des norwegischen Schlagzeugers Peder Kjellsby bereits zwei eigene Songs der Sängerin aufgenommen. Auf der CD Good Rain stammen acht der elf Kompositionen aus der Feder von Solveig Slettahjell, Morten Qvenild und Sjur Miljeteig. Aus Duo-Auftritten zusammen mit Sjur Miljeteig entsteht das Konzept, das sehr intime Album Domestic Songs mit Slettahjell am Klavier zu Hause aufzunehmen. Mats Eilertsen verließ ihre Band und wurde durch Jo Berger Myhre ersetzt. Die CD, bei der auch Peder Kjellsby mitgewirkt hatte, wurde 2007 bei ACT veröffentlicht.
2007 trat Solveig Slettahjell zum ersten Mal bei einem Konzert in Arendal mit dem bekannten norwegischen Jazz-Pianisten Tord Gustavsen auf. Mit ihm und Sjur Miljeteig nahm sie 2008 in der Geburtskirche in Betlehem Weihnachtslieder auf, die auf der CD Natt I Bethlehem in Norwegen veröffentlicht wurden. Die zweite Zusammenarbeit in dieser Besetzung plus Nils Økland entstand 2013 in der Biri Kirche und wurde unter dem Titel Arven veröffentlicht. 2015 spielte sie zusammen mit dem Gitarristen Knut Reiersrud und In The Country, der Band ihres langjährigen Begleiters Morten Qvenild, die CD Trail of souls ein.

## Auszeichnungen
Die zweite Veröffentlichung Silver von Solveig Slettahjell zusammen mit dem Slow Motion Quintet erhielt 2004 den Preis für das beste norwegische Jazzalbum des Jahres. 2005 wurde sie in Norwegen im Rahmen der Jazzfestivals in Kongsberg und Molde mit dem Vital-Price und dem Radka Toneff Minnepris ausgezeichnet. Letztere Auszeichnung liegt ihr besonders am Herzen, da Radka Toneff zu ihren Vorbildern gehört und großen musikalischen Einfluss auf sie genommen hat. Im Jahr 2011 erhielt Slettahjell den norwegischen Gammleng-Preis in der Rubrik Jazz.

## Diskografie

### Solo
- 2011 – Antologie
- 2023 – Solveig Slettahjell Quartet: Gullokk[2]

### Mit dem Slow Motion Quintet
- 2001 – Slow Motion Orchestra
- 2004 – Silver
- 2005 – Pixiedust
- 2006 – Good Rain
- 2007 – Domestic Songs
- 2010 – Tarpan Seasons
- 2020 – Come in from the Rain

### Mit Squid
- 1998 – Super

### Mit Kvitretten
- 1999 – Everything turns
- 2002 – Kloden er en snurrebass som snurrer oss

### Mit Tord Gustavsen und Sjur Miljeteig
- 2008 – Natt I Bethlehem
- 2013 – Arven

### Mit Knut Reiersrud und In The Country
- 2015 – Trail of souls

### Als Gastmusikerin
- 2001 – Synchronize Your Watches – Rob Waring Trio
- 2003 – Burglar Ballads – Friko
- 2004 – Sound and smoke – Ophelia Orchestra
- 2005 – Batagraf – Jon Balke
- 2006 – The journey to Mandoola – Friko